# Rimforsa
Rimforsa ist ein Ort (tätort) in der schwedischen Provinz Östergötlands län und der historischen Provinz Östergötland. Rimforsa ist die zweitgrößte Ortschaft in der Gemeinde Kinda.
Rimforsa liegt am Kinda-Kanal zwischen den beiden Seen Åsunden und Järnlunden. Durch den Ort führt die Riksväg 34 von Ålem nach Motala. Des Weiteren ist Rimforsa Haltepunkt der Stångådalsbanan.
Bekanntester Einwohner von Rimforsa war der Schriftsteller Torgny Lindgren.